# Berberis alpina
Berberis alpina är en berberisväxtart som beskrevs av Zamudio. Berberis alpina ingår i släktet berberisar, och familjen berberisväxter. Inga underarter finns listade i Catalogue of Life.